# Заузимање јужне поморске базе
Опсада Јужне поморске базе трајала је од 3. марта 2014. до њеног коначног заузимања 27. марта 2014. Акција је почела блокадом залива Донузлав од стране руске ракетне крстарице Москва. Руска морнарица је касније потопила руски противподморнички брод Очаков и неколико мањих пловила у ушћу залива како би спречила украјинске бродове да исплове на отворено море и стигну до украјинске флоте у Одеси. Као резултат тога, 13 украјинских бродова је флаширано и на крају заробљено у заливу Донузлав. Блокада је окончана када је руска морнарица запленила последњи брод под украјинском заставом на Криму, миноловац Черкаси.

## Војна база
Године 1961. изграђен је канал од 200 метара који је повезивао залив Донузлав са насељем Новоозерне. Од тада је привреда региона имала користи од Јужне поморске базе. Након одвајања Црноморске флоте, база је прешла под контролу Украјине. Створена је Јужна поморска база Украјине. На Донузлавовој територији одржано је неколико заједничких вежби НАТО-а и Украјине „Sea Breeze“, што је изазвало негодовање Русије, али и проруских снага полуострва.
На почетку блокаде у Новоозерну су биле усидрене следеће војне јединице и поморске јединице Украјине: 257 комбинованог наоружања и средстава (ваздухопловство А4290), поморска обавештајна станица (војна јединица А/343), Јужна поморска база Украјине ( ваздухопловство А2506) и 21 округ система обалског осматрања (десантни А4249). Такође, у рејону Донузлав у селу Мирни налази се напуштена ваздушна база противваздушне авијације.
Од марта 2014. године у Новоозерну су били базирани бродови 5 бригада површинских бродова Морнаричке морнарице:
- Corvette Vinnytsia (U206); (Враћено)
- Minesweeper Chernihiv (U310);
- Minesweeper Cherkasy (U311);
- Minesweeper Henichesk (U360); (Враћено)
- Middle landing ship Kirovohrad (U401); (Враћено)
- Large landing ship Konstantin Olshansky (U402);
- Transport Gorlovka (U753); (Враћено)
- Anti-diversion boat Theodosius (U240);
- Torpedo cutter Kherson (U891);
- Boat Dobropillia (U854).

У саставу 8 одвојених одељења бродова било је обезбеђење:
- Fire rescue vessel Evpatoria (U728); (Враћено)
- Seagoing tug Kovel (U831); (Враћено)
- Towboat Novoozernoe (U942); (Враћено)

## Позадина
Од 23. до 27. фебруара промењена је извршна власт Севастопоља и Аутономне Републике Крим. Нове власти Крима су прогласиле нелегитимност власти Украјине и позвале за помоћ руководство Русије које јој је дало подршку.
Од 27. фебруара на територији Крима одвијају се акције бројних оружаних група - неке од ових оружаних група су били одреди самоодбране из састава локалног становништва, Беркувцева, Козака и представника разних руских јавних организација који су на Крим дошли на својим сопствене иницијативе да „заштите своје сународнике”. С друге стране – група добро наоружаних и опремљених људи у униформи без идентификационих знакова. До краја Кримске кризе, ове формације су обезбеђивале контролу над стратешким објектима и локалним властима, њихову заштиту и функционисање и блокирале украјинске војне јединице и штабове. Украјински и западни медији, украјинске власти и руководство западних сила од првих дана са сигурношћу говоре да говоре о деловању јединица руских снага, квалификујући то као агресију, војну инвазију и окупацију. Руски званичници су до априла 2014. одбијали да то јавно признају.
Руски председник Владимир Путин је 1. марта, након што је примио апел Владе Крима и Виктора Јануковича, апеловао на Савет Федерације о употреби руских трупа на територији Украјине. Истог дана, Савет Федерације, окупивши се на ванредном састанку, пристао је да употреби руске трупе у Украјини.
Такође 1. марта 2014. године указом, председник Украјине Олександар Турчинов именовао је Дениса Березовског за команданта Морнаричких снага Украјине. Следећег дана, контраадмирал је положио заклетву новом руководству Крима и постављен је за команданта Ратне морнарице Крима. Истог дана је смењен са функције одлуком министра одбране Украјине Ихора Тењуха и указом председника Украјине. Уместо команданта Березовског постављен је Сергеј Хајдук.

## Главни догађаји
Према речима министра одбране Украјине Игора Тењуха, у тренутку блокаде остала су само четири брода у квази-борбеном капацитету, укључујући и велики десантни брод Константин Олшански, који је био базиран у Донузову. На питање зашто украјински бродови нису повучени са Крима крајем фебруара 2014. године, Тењух је оптужио главнокомандујућег Оружаних снага Украјине Јурија Иљина, који, према његовим речима, није издао наређење. Међутим, сам Иљин је оптужио Тењуха за непостојање таквог наређења.
Дана 2. марта 2014. четири камиона Камаз са наоружаним људима стигла су у насеље Новоазерне. 3. марта појавила се информација о блокади Јужне поморске базе Украјине од стране војних лица Руске Федерације. Излаз из залива Донузлав дуг 200 метара блокирао је водећи брод Црноморске флоте Русије, ракетна крстарица Москва, у пратњи четири брода подршке. На копну је украјинску базу опколило око 100 војних војника Русије. Истовремено, бродовима украјинске морнарице је наређено да полете са пристаништа и концентришу се на залив Донузлав.
Командант Црноморске флоте Руске Федерације Александар Витко је лично дошао на преговоре са командом части, током којих је понудио предају и заклетву Кримцима, али је одбијен. Одбијено и по наређењу Дениса Березовског – бродови су се повукли на вез и предали оружје у складишта. Ујутро 4. марта кримски премијер Сергеј Аксјонов рекао је да ће особље украјинских војних јединица спремно да се потчини новој влади Крима и да ће за команданте који одбију да поступе по његовом налогу бити кривично гоњени.
Наоружани људи без идентификационих ознака су 4. марта почели да копају ровове у близини пристаништа. Донузлав је 5. марта блокирао излаз бродова СФП-183, Москва, Штел и Лигхтнинг. Да би се спречило пуштање украјинских бродова у Одесу у ноћи 5. на 6. марта 2014. године, лака крстарица Очаков (дужине око 180 метара) и спасилачки брод Шахти, оба припадају Руској Федерацији, потопљени су код излаз из Донузлава. Очаков је блокирао ушће у залив. Потапање Очакова трајало је око 80 минута.
У вези са блокадом украјинских бродова у Донузлаву, Министарство спољних послова Украјине изразило је оштар протест Руској Федерацији. 7. марта је као препрека потопљен и ватрогасни чамац БМ-416; имао је депласман од 30-40 тона.
Дана 13. марта појавила се информација о намерном потапању четвртог брода на ушћу залива, након чега је Министарство спољних послова Украјине уручило Русији вербалну ноту у вези са потапањем бродова у Донузлаву и претњом да еколошка безбедност у Црном мору. Директор Одељења за информациону политику Министарства спољних послова Украјине Јевхен Перебијнис изјавио је да одговорност за штету по морску животну средину и природне ресурсе лежи на руској страни.
Такође, 13. марта, пољопривредници из региона Ровно допремили су украјинским морнарима на локацију око 25 тона хране. Командант базе Владимир Догонов рекао је да је поморско-поморској бази било много помоћи, до те мере да су је делили са суседним војним јединицама. Уз помоћ Црвеног крста, становници Кропивњицког и Новомиргорода су успели да пренесу помоћ. Јуриј Федаш, командант миноловца Черкаси, рекао је да су помоћ пружили и кримски Татари из суседних села Медведев и Кировске.
После референдума о статусу Крима 16. марта, поморци су од украјинског руководства затражили јасан план за даље деловање на евакуацији војника и њихових породица из Донузлава. Међутим, вршилац дужности председника Украјине Олександр Турчинов рекао је да су Министарство одбране и Генералштаб издали наређења да заштите своје бродове. Турчинов је такође нагласио потребу да се издржи и спречи даља руска инвазија на Украјину.
Володимир Комоедов, посланик Државне думе Русије и бивши командант Црноморске флоте Володимир Комоедов, рекао је да ће украјинска пловила која се налазе на Криму након референдума постати руска.
19. марта 2014. године, штаб Јужне поморске базе Украјине прешао је под контролу Руске Федерације. Капије штаба код контролног пункта срушене су булдожером. Руска војна возила блокирала су пут ка касарни. После тога бродови Виница, Константин Олшански, Кировоград, Черкаси и Чернигов плове до средине Донузлава да спрече заробљавање. 20. марта, Виталиј Звјагинцев, командант 5 бригада површинских бродова Морнаричких снага Украјине, који су прешли Русију, наредио је да сви бродови пристану.
21. марта на обали су распоређена три митраљеска пункта, а вез су заузела руска војна лица. Истог дана, бродови Кировоград, Теодосије и Чернигов су се приближили везу и предали се. Командант Кировграда, капетан 3. ранга Володимир Хромченков, позвао је увече уживо пренос Шустер уживо и рекао да бродови чекају адекватан налог за своју даљу судбину, додајући да руководство није повезано с њим. Следећег дана командант је контактирао шефа Председничке администрације Сергија Пашинског.
Касније су на страну Русије прешли командант Кировограда Володимир Хромченков, командант Теодосија О. Били и заповедник Чернигова Борис Палиј.
21. марта миноловац Черкаси је направио први покушај да пробије Донузлав. Черкаси су погођени кабловима за привез са једног од потопљених бродова и покушали су да. Операција је трајала око два сата, али рудар то није могао да уради због недостатка струје. Командант брода Јуриј Федаш затражио је помоћ од миноловца Чернигова, али му је то одбијено. На данашњи дан из Черкаса су изашла два официра, један везист и девет људи. Насупрот томе, три морнара из миноловца Чернигов су се попела на брод.
Корвета Винница је 22. марта подигла заставу Андријевског, а командант Сергеј Загољников се на крају окренуо Русији. Истог дана, Сергеј Гајдук је рекао да су залихе хране на бродовима који се налазе у Донузлаву остављене за 10 дана. Дана 23. марта миноловац Гењическ је покушао да изађе из Донузлава, али га је пресрео тегљач Црноморске флоте Русије. Истог дана, Јуриј Федаш, командант Черкаса, рекао је новинару да је у контакту са штабом украјинске морнарице.
У ноћи 24. марта, још један мали брод је потопила руска морнарица у залив. Касније је Константин Олшански поставио димне завесе, али га је ипак ухватио руски чамац У8301 користећи аутоматско оружје и мале гранате. Истог дана је заробљен миноловац Гењическ. Капетан Дмитриј Коваленко, командант „Константин Олшански“, рекао је да питање потапања његовог брода никада није било на столу. У време заробљавања, посаду је чинило само 20 морнара од уобичајеног састава од 120. У8301 је лансирао око 400 граната око Константина Олшанског пре него што је амфибијски брод напао група која се укрцавала. Министарство спољних послова Украјине је заплену бродова од стране Русије назвало „пиратијом“.
Тралер Черкаси покушао је да напусти Донузлав, пролазећи између олупина два брода. Као резултат тога, кочарицу је пресрео тегљач, из којег је било покушаја да се укрца на миноловац. Према Федашу, он је разматрао могућност заузимања руског пловила, али је руководство у Кијеву то одбило. Такође је рекао да су, како би спречили заузимање Черкаса, гађали воду из малокалибарског оружја и користили гранате. Такође 24. марта председник Украјине Олександр Турчинов рекао је да је Министарству одбране дато наређење да повуче војне јединице са Крима.
25. марта непознати чамац је обишао миноловац Черкаси, последњи украјински брод на Криму. Черкаси су на крају заузели океански тегљач Ковел, три глисера два хеликоптера Ми-35. Брод је маневрисао најмање два сата, али је на крају упао у јуриш користећи ватрено оружје и светлосне и бучне гранате. Према Федашу, снаге Спетсназа из 16. бригаде учествовале су у заузимању Черкаса.
Током напада нема жртава, међутим, руске снаге су оштетиле контролне механизме. Као резултат тога, тегљач Ковел је одвукао Черкаси до пристаништа. Следећег дана посада је отишла до обале и отпутовала на копно Украјине, последњи је напустио брод командир Јуриј Федаш, након чега је украјинска застава скинута са миноловца.

## Повратак заробљених бродова
Након заробљавања украјинских бродова, Александар Турчинов је дао инструкције министру одбране Украјине Михаилу Ковалу да „ниједан ратни брод не сме да остане у заточеништву“. 19. априла 2014. године бродови Кировоград, Виница, Херсон, Ковел, Горловка и Новоозерње враћени су у Украјину и пребачени у Одесу. Пребацивање је обављено у неутралним водама, где су бродове вукла руска страна, након чега су на бродовима поново подигнуте украјинске заставе. У мају су миноловац Геническ и путнички брод Добропиља пребачени у Украјину.
Од јуна 2015. године, бродови Чернигов, Черкаси и Константин Олшански нису враћени Украјини.

## Споменице

### Руска страна
Шеф Државног савета Крима Володимир Константинов отворио је 8. августа 2014. године у Новоозерну спомен обележје потопљеним бродовима који су блокирали излаз поморских бродова Морнаричких снага Украјине. На спомен-плочи пише: У знак сећања на бродове који су намерно потопљени у марту 2014. за поновно уједињење Крима са Русијом.

### Украјинска страна
27. марта 2014. командант миноловца Черкаси Јуриј Федаш одликован је звањем почасног грађанина града Черкаса, а 24. августа уручен је Орден Данила Халитског. Честитке је 4. априла примила посада миноловца Черкаси у центру истоименог града, где су дочекани као хероји.
У априлу 2014. године, рок бенд „Љапис Трубецкој“ позвао је чланове посаде „Константина Олшанског“ на свој концерт у Одеси и назвао украјинске морнаре у Донузлаву „херојима“. Забележили су и видео клип који је снимљен на броду, где морнари изводе песму „Ратници света“. Међутим, погрешно се верује да је снимак однесен у черкаски миноловац. Дана 6. априла 2014. године, пре утакмице између Динама из Кијева и Харковског Металиста у оквиру Првенства Украјине, поморци из Кировограда су позвани на стадион Олимпијски, где су примљени као хероји.
24. августа 2014. године, током војне параде поводом Дана независности Украјине, председник Украјине Петро Порошенко је рекао: „Украјина никада неће заборавити дејства посаде миноловца Черкаси, који је недавно маневрисао и бранио њихов брод у заливу Донузлав“.